# 언제까지나 그대만을
"언제까지나 그대만을"는 한국에서 제작된 권영순 감독의 1959년 영화이다. 이택균 등이 주연으로 출연하였고 고병두 등이 제작에 참여하였다.

## 출연

### 주연
- 이택균
- 종정
- 이빈화

## 기타
- 조명: 이구
- 녹음: 금명
- 미술: 심호